# Petit Noël
Petit Noël est un personnage de bande dessinée franco-belge créé en 1957 par André Franquin dans Le Journal de Spirou no 1027 spécial Noël.
Il devient un personnage récurrent de courts récits publiés aux périodes de fête, avant d'apparaître dans la série Spirou et Fantasio, figurant en tant qu'habitant de Champignac.

## Personnalité
Le Petit Noël est un habitant de Champignac-en-Cambrousse. Très rêveur, il vit dans son monde enchanté. Il est extrêmement gentil, et un ami des bêtes, notamment du Marsupilami.

## Elaoin Sdrétu

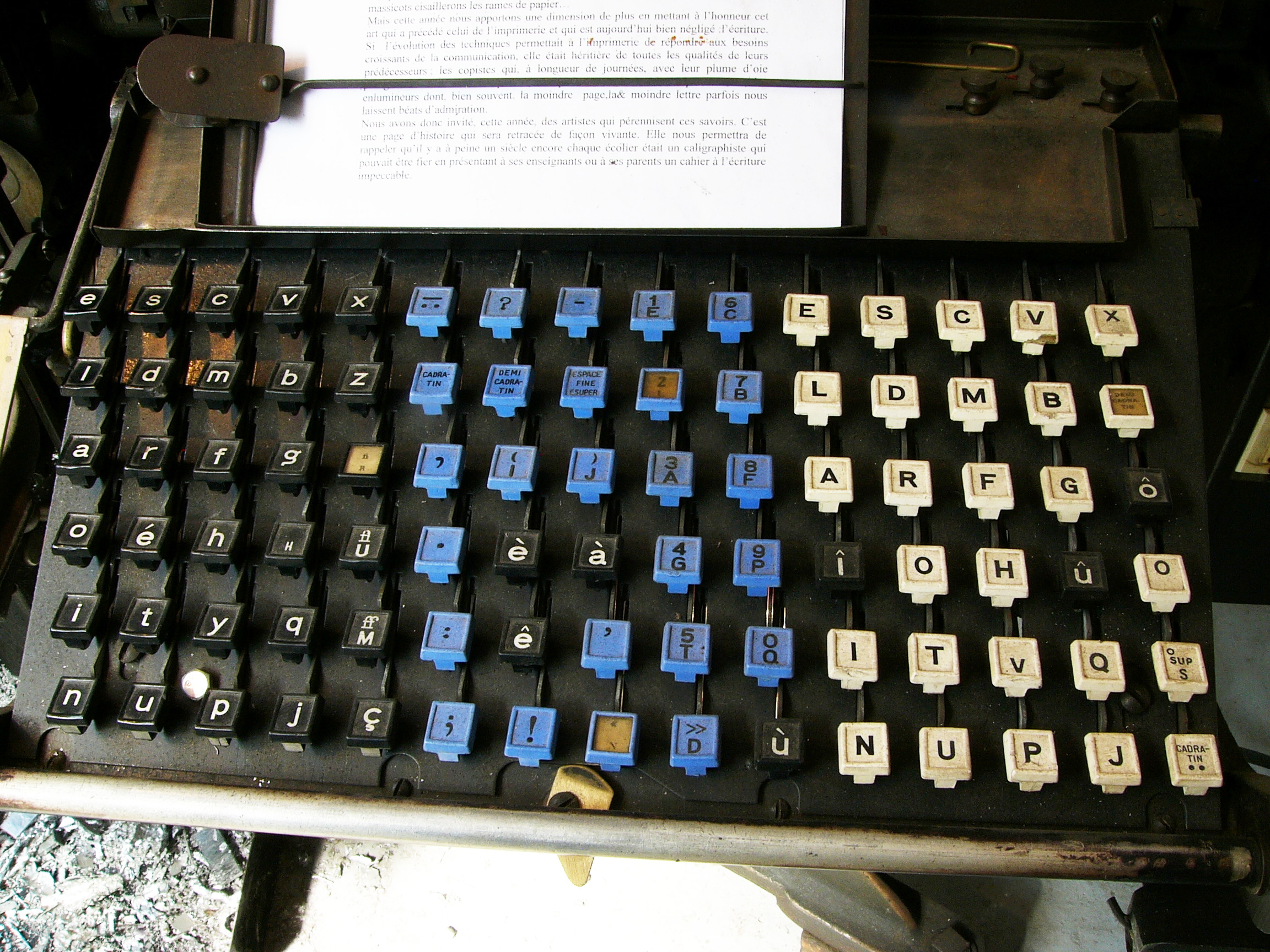
Elaoin sdrétu, sur les deux premières colonnes d'un clavier de linotype francophone.

Après les courts récits de fêtes de fin d'année, Noël rencontre une machine étrange et télépathe, l'Elaoin Sdrétu, dont le nom est en fait la retranscription des deux premières colonnes d'un clavier de linotype francophone : elaoin sdrétu. Il vit quelques courtes aventures à ses côtés, ainsi qu'une série à gags, en particulier sous la plume de Stibane et Serdu.

## Publication

### Album
- Noël et l'Elaoin (publié sous forme de mini-récit dans Spirou en décembre 1959, édité en album par Yann Rudler en 1978, réédité en 1982 par Bédérama)
- Joyeuses Pâques pour mon petit Noël, par Franquin et Will, Collection du Carrousel no 3, 1966, éd. Dupuis
- Les étranges amis de Noël, par Franquin et Will, Collection du Carrousel no 5, 1966, éd. Dupuis
- Retrouvailles, par Stibane et Serdu (1986, Marsu Productions)

### Apparitions
Le Petit Noël a fait quelques apparitions dans la série Spirou et Fantasio :
- Le Prisonnier du Bouddha
- Panade à Champignac

Ainsi que quelques planches avec le Marsupilami.

### Documentation
- Henri Filippini, « Noël et l'Élaoin », Schtroumpfanzine, no 25,‎ décembre 1978, p. 24.